# کودتای نوژه

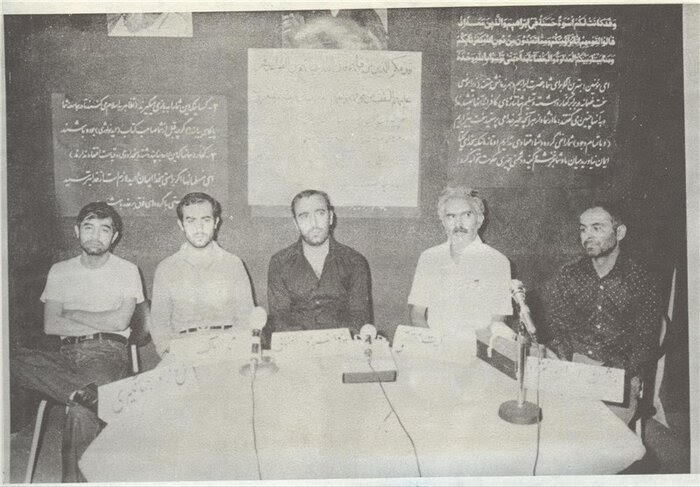
گروهی از متهمان کودتای نوژه در دادگاه. از راست به چپ: بیژن ایران‌نژاد، سرتیپ آیت محققی، یوسف پوررضایی، محمد ملک، فرخزاد جهانگیری.

کودتای نوژه یا آنچه عاملانش به نام عملیات نقاب می خوانند (سرواژهٔ «ن‍‍جات ق‍‍یام ایران ب‍‍زرگ»)  طرحی برای سرنگونی نظام تازه تأسیس جمهوری اسلامی و احیای حاکمیت قبلی بود.

## برنامهٔ کودتا

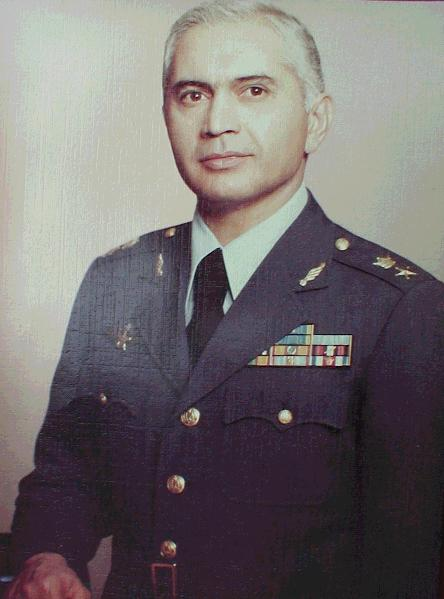
تیمسار آیت محققی طراح کودتا

برنامه در ۱۸ تیرماه ۱۳۵۹ (۹ ژوئیهٔ ۱۹۸۰) با دستگیری و کشته‌شدن تعدادی از عوامل آن فاش شد. پایگاه سوم شکاری شاهرخی در نزدیکی شهر کبودرآهنگ استان همدان مرکز فرماندهی آن بود. فرماندهی کل کودتا به‌دست سپهبد سعید مهدیان (فرماندهِ پیشین نیروی هوایی ایران) و رهبری قسمت نیروی هوایی این کودتا برعهدهٔ سرتیپ خلبان رئیس آکروجت شاهنشاهی آیت محققی بود که نباید او را با سپهبد احمدعلی محققی آخرین فرماندهٔ ژاندارمری کل کشور شاهنشاهی اشتباه گرفت. هدف نخست کودتا حملهٔ هوایی به منزل روح‌الله خمینی در حسینیهٔ جماران و کشتن او و سپس حمله به برج مراقبت فرودگاه مهرآباد و در ادامه، شکسته‌شدن دیوار صوتی توسط هواپیماهای در دستان کودتاگران ذکر می‌شود تا برتری نظامی آن‌ها را به مردم نشان دهد. همچنین قرار بود ساختمان مجلس و مراکز رادیو و تلویزیون تسخیر و بسیاری از مسئولان جمهوری اسلامی بازداشت شوند.

## افشای کودتا
برخی وجوه ماجرای کودتای نوژه همچنان در هاله‌ای از ابهام باقی‌مانده و دربارهٔ تعداد افراد دستگیر شده و تعداد نفرات اعدام شده آمار دقیقی وجود ندارد. در رابطه با نقش برخی روحانیون مانند محمدکاظم شریعتمداری در حمایت از کودتا هم سند مطمئنی در دست نیست. نقش کشورهای خارجی در طرح کودتا نیز همچنان جای پرسش دارد. در این میان، طریق لو رفتن کودتای نوژه نیز نامشخص و مبهم است.
رادیو ایران در روز پنجشنبه ۱۹ تیر ۱۳۵۹ (۱۰ ژوئیهٔ ۱۹۸۰) گزارشی منتشر کرد مبنی بر خنثی‌شدن کودتایی که هدف آن به‌دست گرفتن پایگاه‌های نظامی کشور و حمله به مراکز استراتژیک و خانهٔ خمینی بود. این سومین نقشهٔ کودتایی بود که توسط دولت بنی صدر در چند ماه گذشته خنثی می‌شد.
حزب جمهوری اسلامی در آن زمان تلاش می‌کرد این کودتا را به حزب جبههٔ ملی ایران نسبت دهد که بختیار هم در گذشته عضوِ آن بود و با پذیرش نخست‌وزیری از آن اخراج شده بود. جبههٔ ملی نیز در روزنامهٔ خود از بروز کودتایی دیگر خبر می‌داد که قلم‌ها را می‌شکند و حزب‌ها را نابود می‌کند.

## افسران و افراد درگیر در کودتا

### ارتشی‌ها (شاخه نظامی)
براساس گفته‌ها دستکم ۱۲۱ تن از امیران و افسران ارتش و سیاسیون در این کودتا نقش فعال داشتند.
- سپهبد سید سعید مهدیون (فرمانده کودتای نوژه)
- سرتیپ خلبان آیت محققی (رهبری عملیات هوایی در اتاق فرماندهی)
- سرهنگ دوم محمدباقر بنی‌عامری (طراح و فرماندهٔ عملیاتی قیام)
- سرگرد خلبان فرخزاد جهانگیری (فرمانده یک تیم اسکادران)
- سروان خلبان حمید نعمتی (فرمانده یک تیم اسکادران)
- سروان خلبان محمد ملک (فرمانده یک تیم اسکادران)
- سروان خلبان کیومرث آبتین (فرمانده یک تیم اسکادران)
- سرگرد کورش آذرتاش (فرمانده تیپ ۶۵ نوهد)
- سروان بیژن ایران‌نژاد
- همافر یوسف پوررضایی
- استوار محمد مالکی
- سرهنگ دوم علی فاریا
- استوار یکم محمد بهرامی
- علی‌اصغر سلیمانی
- استوار غلامحسین قایق‌ور
- مهندس قادسی نموداری
- ستوان ناصر رکنی
- سرهنگ زاد نادری
- سرهنگ خلیفه سلطانی
- استوار عبدالعلی سلامت
- سرهنگ هادی ایزدی
- سرگرد ایرج خلف‌بیگی
- سرهنگ احمد آزموده
- سرهنگ سعید امیری
- سرهنگ داریوش جلالی
- سرهنگ رحمت اله خلیفه‌بیگی
- سرهنگ منوچهر صادقی
- سرهنگ حسین مصطفوی قزوینی
- سرهنگ محمدرضا نادری
- سرهنگ غلامحسن بیگدلو
- سرهنگ رحمت اله خلیفه سلطانی
- ستوان امیدعلی بویری
- سروان هرمز زمانپور
- سرهنگ هادی عزیزمرادی
- ستوان شکراله احمدی
- استوار قاسم نقیب‌زاده
- استوار جمشید بختیار
- نظامی غلامحسین خرقانی خوب
- نظامی محمود کیانی
- ذبیح اله مؤمنی
- منصور کتیرلو
- مرتضی فرحپور
- منصور ساجدی
- علی‌اکبر عوض‌زاده
- اسماعیل عرب‌شیرازی
- سروان حسن گوهری
- استوار یکم ناصر ساجدی
- سروان ابوالفضل مهدیار

### سیاسیون (شاخه سیاسی)
- ضیاء مدرس
- رضا حاج مرزبان
- جواد خادم
- ابوالقاسم خادم (پدر جواد خادم)
- پرویز قادسی (شهردار سابق آبادان در دوره شاهنشاهی)
- سعید تیموری
- پرویز شیبانی

## روایت‌های گوناگون از فاش شدن کودتا
مارک گازیوروسکی، پژوهشگر و تاریخ پژوه در مسائل ایران، در مقاله‌ای با عنوان «طرح نوژه و سیاست ایران» نوشت که با وجود اسناد و گفتگوهای شخصی او با برخی از طرفین درگیر، اینکه «چگونه مقامات ایران از جزئیات کلی این کودتا آگاه شدند» هنوز کاملاً مشخص نیست. روایت‌های مختلفی از افشای کودتا وجود دارد. در اینجا به چند روایت از لو رفتن کودتا اشاره می‌شود:

### روایت هاشم صباغیان
به گفتهٔ هاشم صباغیان قابل قبول‌ترین روایت، آگاهی کاگ‌ب، سازمان اطلاعات شوروی از برنامه‌ریزی برای انجام کودتا در ایران و مطلع شدن مقامات اطلاعاتی ایران توسط آنان بود. طبق شنیده‌های او، عوامل کاگ‌ب نه‌تنها مسئولان سازمان اطلاعات و امنیت کشور را در جریان جزئیات کودتا قرار دادند، بلکه آنان را به یکی از مخفیگاه‌های کودتاگران هدایت کردند که محل تشکیل جلساتشان بود.

### روایت حزب توده
محمدعلی عمویی، از اعضای سازمان افسری حزب توده ایران معتقد است که حزب توده «اطلاعات ارزشمندی» را به حکومت روحانیون گزارش می‌داد و از جمله این اطلاعات، طرح کودتای نوژه بود. مهدی پرتوی، مسئول سازمان مخفی، نقش مهمی در سازماندهی اطلاعات به دست آمده از طرح کودتای نوژه ایفاء کرد.
به گفتهٔ عمویی، او با نام مستعار تبریزی مستقیماً به جماران می‌رفته و با حمید انصاری، «محافظ شخصی آقای خمینی» دیدار می‌کرده است. علی خدایی، از اعضای کمیته مرکزی حزب توده در یادداشتی برای صفحه ناظران در بی‌بی‌سی فارسی آورده است: اطلاعات اولیه از کودتای نوژه را لیلی سلیمی خیاط، همسر ناخدا سیروس حکیمی از شاخهٔ سازمان نظامی حزب توده ایران به‌دست آورده بود. بعدها ناخدا یکم سیروس حکیمی نیز در جمع زندانیان توده‌ای در سال ۶۷ اعدام شد.

### روایت هادی خسروشاهی
هادی خسروشاهی، نماینده وقت روح‌الله خمینی در «وزارت ارشاد ملی» طی گفتگویی بشرح ذیل ادعا کرد که کیانوری طرح کودتا را به او اطلاع داده بود.
«در چند مورد که خبر حساس و مهم بود، آقای کیانوری یا آقای محمدعلی عمویی یا آقای ابوعبدالله خبر را می‌آوردند که معمولاً در نامه‌ای با مهر رسمی حزب توده یا امضای دبیر اول آن، آقای کیانوری بود… آقای کیانوری به دفتر من آمد و گزارش و تاریخ و محل اجتماع افسران در پارک لاله، بمباران جماران و غیره را به من داد.»
خسروشاهی می‌گوید که این خبر را به احمد خمینی منتقل کرده است.

### روایت محمد ری‌شهری
محمد محمدی ری‌شهری، حاکم شرع وقت دادگاه‌های انقلاب اسلامی ارتش که محاکمه افسران دخیل در کودتا را عهده‌دار بود، در کتاب خاطرات خود به ماجرای نوژه می‌پردازد. به گفته او، «نزدیک غروب آفتاب روز ۱۷ تیر ۱۳۵۹ سعید حجاریان که با کمیته اداره دوم ارتش همکاری داشت به دفترم آمد و هیجان‌زده گفت کار خصوصی دارم. ظاهراً چند نفر در دفتر بودند، به من نزدیک شد و گفت: امشب قرار است کودتا شود.» هرچند در سایت «تاریخ ایرانی» روایت دیگری از ری‌شهری موجود است که طبق آن او «نقطه عطف کشف این کودتا را صحبت میان دو نفر در تاکسی می‌داند که پس از آن تحقیق و کشف شبکه‌ای به نام «نقاب» در تیپ ۶۵ نوهد و در نتیجه دستگیری ۱۳ نفر در این رابطه رخ می‌دهد.» به گفتهٔ محمد ری‌شهری رئیس دادگاه حدود ۶۰۰ نفر در رابطه با این کودتا در سراسر ایران دستگیر شدند که ۵۰۰ نفر از آن‌ها از نیروهای نظامی بودند. دستگیرشدگان به رابطه با آمریکا، اسرائیل و عراق متهم شدند.

### روایت سعید حجاریان
سعید حجاریان، که به گفته خود پس از دستگیری افسران کودتاچی، «مسئولیت مدیریت بازجویی» را برعهده داشت، گفته است که سه روز مانده به کودتا، چند نفر از افسران خبر کودتا را لو دادند.
«ما در ستاد مشترک، ستاد خنثی‌سازی تشکیل دادیم و ترکیبی از سپاه و کمیته ستاد مشترک و کمیته بهارستان در این ستاد حضور داشتند و عملیات‌های دستگیری را هم سپاه عهده‌دار شد. شب کودتا به آقای ری‌شهری گفتم که می‌خواهد کودتا شود.»
او همچنین در گفتگویی در برابر این پرسش که چه کسی خبر کودتا را به او داد گفت: «توده‌ای‌ها اطلاع داده بودند… توده‌ای‌ها فقط از یک بخش کودتا که شاخه سیاسی‌اش بود… اطلاع داشتند. آن‌ها مثلاً در یکی از زیرشاخه‌ها منبع داشتند و اخبار جلسات آن‌ها را ارائه می‌دادند.»

### روایت ابوالحسن بنی‌صدر
ابوالحسن بنی‌صدر، رئیس‌جمهور وقت، اما روایت دیگری از لو رفتن کودتا به دست می‌دهد. او معتقد است به دو روش به اطلاعات دست یافت.
به گفته او، خیلی قبل از کودتا «ذوالفقاری، فرمانده وقت حفاظت در ریاست جمهوری، یک شعاری را به خط شخصی به نام محمدمهدی حیدری شناسایی کرده بود.» اطلاعات ارتش او را تحت تعقیب قرار داد و گردانندگان کودتا را شناسایی کرد. جواد فکوری، فرمانده وقت نیروی هوایی، مأمور شده بود تا از طریق نیروی هوایی پیگیر شود. دوم اینکه همسر یک خلبان یا یکی از افراد نیروی هوایی به مجلس رفته بود و به ابراهیم یزدی و علی خامنه‌ای گفته بود شوهرش در جلساتی شرکت می‌کند. آن‌ها به او می‌گویند که به دفتر ریاست جمهوری برود. بنی‌صدر نقل می‌کند که آن خانم همان حرف را در دفتر رئیس‌جمهور هم زده بود. به گفته بنی‌صدر، اطلاعات ارتش پیگیر ماجرا بود اما اطلاعات سپاه نیز از طریقی که او اطلاع ندارد، از موضوع کودتا باخبر شده بود. به نظر او گروهی از اطلاعات سپاه با خود خمینی در ارتباط بودند. به گفته بنی‌صدر، قرار بود خود ارتش علیه کودتا وارد عمل شود نه سپاه.

### روایت محسن رضایی
محسن رضایی که در زمان کودتا مسئول اطلاعت سپاه بود، ماجرای لو رفتن کودتا را در یادداشتی با عنوان «کودتا و شیر مادر» شرح داده است.به گفتهٔ او:
«اوایل تیرماه سال ۱۳۵۹ در خیابان ایران به دیدار رهبر انقلاب [علی خامنه‌ای] که در آن زمان نماینده حضرت امام در ارتش بودند، رفتم. به ایشان گفتم که اطلاعات ما رد و خط یک کودتا را در ارتش پیدا کرده است… کودتا قطعی است ولی زمان شروع و نقطه آغاز را هنوز کشف نکرده‌ایم» به نوشته رضایی، پس از مدتی خامنه‌ای به او تلفن زد و گفت خلبانی اینجاست که مشابه حرف رضایی را می‌زند. «سریع خودتان را برسانید منزل ما ببینید موضوع از چه قرار است. رفتم و با یک خلبان جوان روبرو شدم. همان چند جمله اول را که گفت فهمیدم حلقه گمشده ما پیدا شده است.»
آن خلبان به رضایی گفته بود وقتی مادرش از قصد پسرش برای شرکت در کودتا آگاه می‌شود به او می‌گوید: «شیرم را حرامت می‌کنم، اگر سریعاً پیش نروی و ماجرا را به ایشان نگویی.» خلبان هم به منزل خامنه‌ای رفت و ماجرا را برای او بازگو کرد.

### روایت سید علی خامنه‌ای
برخی منابع در جمهوری اسلامی روایت خامنه‌ای را رسمی می‌دانند. در کتاب خاطرات ری‌شهری و کتاب «کودتای نوژه» نوشته عبدالله شهبازی نقل‌قول او ذکر شده است.
خامنه‌ای تعریف می‌کند که «شبی حدود اذان صبح، دیدم در منزل ما را می‌زنند، به‌شدت هم می‌زدند، من از خواب بیدار شدم، [گفتند] یکی از خلبانانی که قرار بود در مرحله اول خانه آیت‌الله خمینی را بمباران کنند، دچار عذاب وجدان شده و آمده و می‌گوید با شما یک کار واجب دارد… گفت: کار واجبی دارم و فقط به خودتان می‌گویم. گفت: کودتایی قرار است انجام شود.» خامنه‌ای نقل می‌کند که خلبان به او گفته کودتا قرار است «امشب» یا «فردا شب» صورت بگیرد. چون اکبر هاشمی رفسنجانی آن شب در منزل خامنه‌ای بود، ماجرا را برای او نیز نقل می‌کند و به محسن رضایی تلفن می‌کند که فوراً به منزل او برود.

### روایت اکبر هاشمی رفسنجانی
اکبر هاشمی رفسنجانی در خاطرات خود نقل می‌کند که حدود یک ماه و نیم قبل از کودتا «به ما اطلاع داده شد که عوامل بختیار در ایران و شبکه نظامی و تبلیغاتی بر سرعت فعالیت‌هایشان افزوده‌اند.» او این مسئله را در شورای انقلاب اسلامی ایران طرح کرد. «معلوم شد که بنی‌صدر هم از کانال دیگری مطلع شده است. قرار شد که تحقیق کنیم. شورای انقلاب سپاه را مسئول کرد که به همراه نیروهای مخصوصی از ارتش این جریان را تعقیب کند.» او اضافه می‌کند با دستگیری عده‌ای، برنامه آن‌ها «به هم خورد… معلوم شد طرح کودتا آماده شده و قرار است از یکی از پایگاه‌های هوایی تهران اجرا شود. خیلی زود معلوم شد که دوباره این طرح به تأخیر افتاده است.»

### روایت نقاب
بنا به نوشته گازیوروسکی، رهبران بازمانده «نقاب» با تحقیق در شکست کودتا دریافتند که دو نفر از افراد گروه بدون اجازه کمیته نقاب در ساعات اولیه شامگاه ۹ ژوئیه با بختیار و یکی از اعضای گروه در پاریس تلفنی تماس می‌گیرند و از زمان و مکان طرح اطلاعات می‌دهند. در حالی که کمیته نقاب قرار نبود که تا زمان وقوع عملیات با بختیار تماس بگیرد.
بنی‌صدر هم نقل می‌کند که تعجب آن بود که چطور برخی از افراد کودتاگر به راحتی و «باز» گزارش‌های خود را از طریق تلفن به پاریس ارسال می‌کردند.
به نظر رهبران نقاب، شاپور بختیار استخبارات عراق را در جریان کودتا قرار داده و استخبارات عراق نیز مقامات ایران را در جریان کودتا قرار داده و به این ترتیب مقامات ایران از خبر کودتا آگاه می‌شوند.

## وقایع پس از کودتا

### موضع سید روح‌الله خمینی
درست یک روز پس از روشن شدن کودتا، روح‌الله خمینی در مصاحبه‌ای آمریکا و شوروی را به طرح کودتایی علیه وی متهم کرد.

### اعتراف
دو روز پس از کودتا دو تیمسار بلندپایه دستگیر شدند. این دو به نام‌های سعید مهدیون فرمانده سابق نیروی هوایی و آیت محققی، در بازجویی‌ها به همکاری خود با بختیار اعتراف کردند و هردو اعدام شدند.

### پناهندگی دو افسر به ترکیه
خبرگزاری‌های ترکیه پس از این اتفاق گزارش دادند، که ۲ افسر ایرانی با بالگردی به ترکیه رفته و در آنجا درخواست پناهندگی سیاسی کرده‌اند. آن‌ها خواهان رفتن به آمریکا بودند. ارتباط این دو با کودتا مشخص نبود. ایران در ۱۷ ژوئیه درخواست بازگرداندن این افراد به ایران را تسلیم مقام‌های ترکیه کرد. ترکیه تصریح کرد که هلیکوپتر را در اسرع وقت به ایران بازپس می‌دهد، ولی ارجاع این افراد را مشروط به رسیدگی به درخواست‌های این کشور از ایران کرد.

### بسته شدن مرزها
به دستور شورای انقلاب ایران، تمامی مرزهای زمینی، هوایی و دریایی کشور برای جلوگیری از فرار کودتاگران بسته شد. این اقدام پس از پخش خبری در رادیو مبنی بر ممنوع بودن خروج از مرز برای یک هفته و برای جلوگیری از سردرگمی مردم انجام شده بود. بر اساس بخشنامهٔ شورای انقلاب هواپیماهای به مقصد ایران می‌توانند در ایران بنشینند ولی تا ۴۸ ساعت باید در ایران بمانند.

### دادگاه متهمان

حکم اعدام فرمانده کودتای نوژه، سعید مهدیون با امضای محمد ری‌شهری

محمد بهشتی رئیس دیوان عالی کشور از محاکمهٔ متهمان در چند روز پس از ۱۷ ژوئیه ۱۹۸۰ خبر داد و این که عده‌ای از آن‌ها به اعدام محکوم خواهند شد. در عین حال دادگاه انقلاب به ریاست یک روحانی، به احتمال زیاد صادق خلخالی به این پرونده رسیدگی خواهد کرد. دفتر رئیس‌جمهور اما از محاکمهٔ یک گروه چندنفره از سران کودتا خبر داد و به سرنوشت بقیهٔ ۳۰۰ نفر دستگیرشده اشاره‌ای نکرد.
در اولین گروه از اعدام‌ها، در ۲۰ ژوئیه ۱۹۸۰–۹ روز پس از اعلام کشف این کودتا-، ۵ نفر از امرا و افسران ارتش که در زندان به سر می‌بردند، در دادگاهی غیرعلنی محکوم شده و اعدام شدند. این ۵ تن، تیمسار سرتیپ آیت محققی (یکی از طراحان اصلی)، سروان بیژن ایران‌نژاد، سرگرد فرخزاد جهانگیری، استوار محمد مالکی و همافر یوسف پوررضایی نام داشتند.
در نهایت ۱۲۱ نفر از دستگیرشدگان در دادگاه انقلاب به حکم محمد ری‌شهری اعدام شدند.

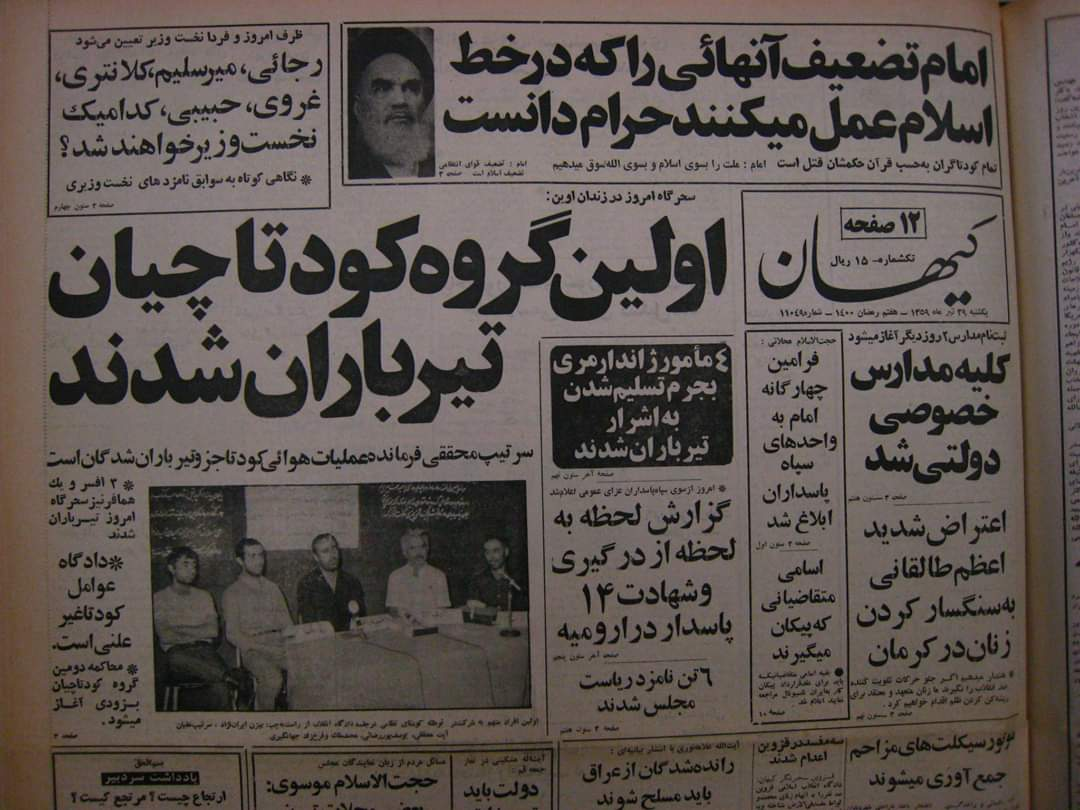
روزنامه ۲۸ تیر ۵۹

### ترور بختیار در پاریس
سه نفر تروریست با تابعیت‌های کشورهای سوریه (محمد لوهای)، لبنان (انیس نقاش) و لیبی تحت پوشش خبرنگار وارد اقامت‌خانهٔ بختیار شده و شروع به تیراندازی می‌کنند. در این تیراندازی یکی از همسایگان ایرانی خانهٔ وی و یکی از پلیس‌های محافظ او کشته می‌شوند ولی به خود شاپور بختیار آسیبی وارد نمی‌شود. رادیو تهران ترور کنندگان را گروه پاسداران انقلاب اسلامی می‌نامد و علت ترور بختیار را شرکت وی در کودتا و همچنین دیگر مشکلات کشور عنوان می‌کند. انیس نقاش در روزهای بعد اعتراف کرد، که از مقام‌هایی در ایران که سمت آن‌ها را نمی‌دانست، برای انجام این ترور، پول و امکانات دریافت کرده است. وزیر خارجهٔ وقت ایران صادق قطب‌زاده رابطهٔ این ترور با دولت ایران را قویاً رد کرد و خواهان مذاکره با طرف فرانسوی خود شد.